# ورزشگاه غدیر ارومیه
ورزشگاه غدیر ارومیه، با نام محلی "دورنالار یوواسی" (آشیانه درناها)، یکی از سالن‌های ورزشی چندمنظوره و مجهز در ارومیه است که در خیابان ورزش، جنب استخر هفت تیر واقع شده است.

## مشخصات و امکانات
- ظرفیت: این ورزشگاه دارای ۶٬۰۰۰ صندلی است و به‌عنوان یکی از بزرگ‌ترین سالن‌های سرپوشیده در ایران شناخته می‌شود. با این حال، طرفداران عاشق والیبال شهر ارومیه علاوه بر صندلی‌ها، راه‌پله‌ها، فضای خالی بالای صندلی‌ها و حتی راهروهای ورودی را پر می‌کنند. این موضوع باعث می‌شود که تعداد افراد حاضر در برخی مسابقات به بیش از ۸٬۰۰۰ نفر برسد.[۱]
- کاربری: ورزشگاه غدیر برای برگزاری مسابقات والیبال و فوتسال طراحی شده و محل برگزاری دیدارهای خانگی تیم‌ والیبال شهرداری ارومیه می‌باشد.
- طراحی: این ورزشگاه با سقف گنبدی‌شکل و طراحی منحصربه‌فرد، یکی از زیباترین سالن‌های ورزشی کشور محسوب می‌شود.[۲]

## رویدادهای مهم
- در سال ۲۰۱۰، مسابقات والیبال کاپ آسیا به میزبانی ارومیه در این ورزشگاه برگزار شد.
- در سال ۲۰۱۹، مرحله مقدماتی لیگ ملت‌های والیبال مردان در این سالن برگزار گردید.
- در سال ۲۰۲۳، بازی‌های بیست‌ودومین دوره والیبال قهرمانی مردان آسیا در این سالن برگزار شد.

## موقعیت جغرافیایی
این ورزشگاه در بلوار ورزش، واقع در چهار راه برق قرار دارد و از لحاظ موقعیت جغرافیایی در نزدیکی مراکزی مانند مرکز خرید ژابیز، خیابان استادان و بیمارستان آذربایجان واقع شده است.

## نام محلی
ورزشگاه غدیر ارومیه به‌دلیل علاقه وافر مردم ارومیه به والیبال و حضور پرشور تماشاگران، به "دورنالار یوواسی" (آشیانه درناها) معروف است.

### نکات برجسته
- این ورزشگاه به‌عنوان یکی از معابد والیبال ایران شناخته می‌شود و همواره میزبان تماشاگران پرشور ارومیه‌ای است.
- در سال‌های اخیر، ورزشگاه غدیر ارومیه میزبان رویدادهای بین‌المللی متعددی بوده و نقش مهمی در توسعه ورزش والیبال در ایران ایفا کرده است.